# Macquarie-Ziegensittich
Der Macquarie-Ziegensittich oder Macquarie-Laufsittich (Cyanoramphus erythrotis) ist eine ausgestorbene Papageienart aus der Gattung der Laufsittiche (Cyanoramphus). Er war auf der Macquarieinsel im südwestlichen Pazifik endemisch.

## Merkmale
Der Macquarie-Ziegensittich war größer und heller als der Ziegensittich. Er erreichte eine Körpergröße von 27 cm bis 30,5 cm. Das Gefieder war allgemein grün, dunkler an der Oberseite, heller und mehr gelblich an der Unterseite. Die Stirn, der Scheitel, der Hinteraugenstreif sowie Flecken beiderseits des Bürzels waren rot. Die Außenfahnen der Handschwingen waren violettblau. Der Schnabel war hell bläulichgrau. Die Schnabelspitze war dunkelgrau. Die Iris war rot. Beine und Füße waren gräulichbraun. Der Schwanz war kürzer als beim Ziegensittich mit einer deutlich helleren, olivfarbenen Unterseite.

## Lebensraum und Lebensweise
Da auf der Macquarieinsel keine Bäume existieren, war der Macquairie-Ziegensittich ein Bodenbewohner. Er errichtete sein Nest unter Tussockgrasbüscheln auf dem Boden oder in Erdhöhlen. Häufig war er an der Küste anzutreffen, wo er sich von Wirbellosen ernährte, die er im angeschwemmten Seetang aufspürte. Ferner ernährte er sich von einer Vielzahl von Samen. Mehr ist über seine Lebensweise nicht bekannt geworden.

## Systematik
Der Macquarie-Ziegensittich wird häufig als Unterart des Ziegensittichs (Cyanoramphus novaezelandiae) angesehen, darunter von der IUCN und von Birdlife International. Genetische Studien aus den Jahren 2001 und 2005 zeigten jedoch, dass der Macquarie-Ziegensittich eher mit dem Antipodensittich (Cyanoramphus hochstetteri) verwandt ist. Daher unterstützen die Autoren dieser Studien einen Artstatus, was auch vom International Ornithological Congress anerkannt wird.

## Aussterben
Im frühen 19. Jahrhundert fuhren häufig Seeleute die Macquarieinsel an, die eine Vielzahl von Vögeln, darunter Pinguine, Rallen und Ziegensittiche, in großen Mengen als Nahrungsvorräte erlegten. 1820 besuchte eine russische Expedition unter der Leitung von Fabian Gottlieb von Bellingshausen die Macquarieinsel und sammelte 20 Exemplare des Macquarie-Ziegensittichs für Museen. Auch ein lebender Vogel wurde gefangen. 1877 und 1880 sollen die Sittiche noch relativ häufig gewesen sein. In den folgenden zehn Jahren kam es jedoch zu einem drastischen Bestandsrückgang und im Jahr 1890 wurde das letzte Exemplar des Macquarie-Ziegensittichs gesichtet. Unbestätigte Beobachtungen soll es 1891 und 1894 gegeben haben. Zum Aussterben haben offenbar verschiedene Faktoren beigetragen. Neben der Jagd werden vor allem eingeschleppte Tiere wie Katzen, Ratten, Hunde, Wekarallen und Kaninchen vermutet, die den Ziegensittichen nachstellten, ihre Nester plünderten oder ihre Nahrungsgrundlage vernichteten.